# Siene kyrka
Siene kyrka är en kyrkobyggnad i Siene söder om Vårgårda. Den tillhör Hols församling, tidigare Siene församling, i Skara stift.

## Kyrkobyggnaden
Kyrkan har medeltida ursprung. Dess äldsta del, långhuset, dateras till 1100-talet. Under åren har kyrkan genomgått flera om- och tillbyggnader och bland annat utökats 1788 med ett tresidigt avslutat kor och en sakristia i norr. En omfattande renovering ägde rum 1941 under ledning av arkitekt Ärland Noreen då bänkinredningen med dörrar tillkom liksom färgsättningen. Vapenhuset byggdes om 1942 med ingång från väster istället för från söder.
Interiören har en enhetlig barockprägel och spegelvalv av brädor. Väggarna är vitkalkade och trätaket målat i en gråblå färg. Triumfbågen revs 1788 i samband med en genomgripande reparation och då tillkom dagens kor med ett fönster på vardera sidan om altaret.

## Tympanon från 1100-talet

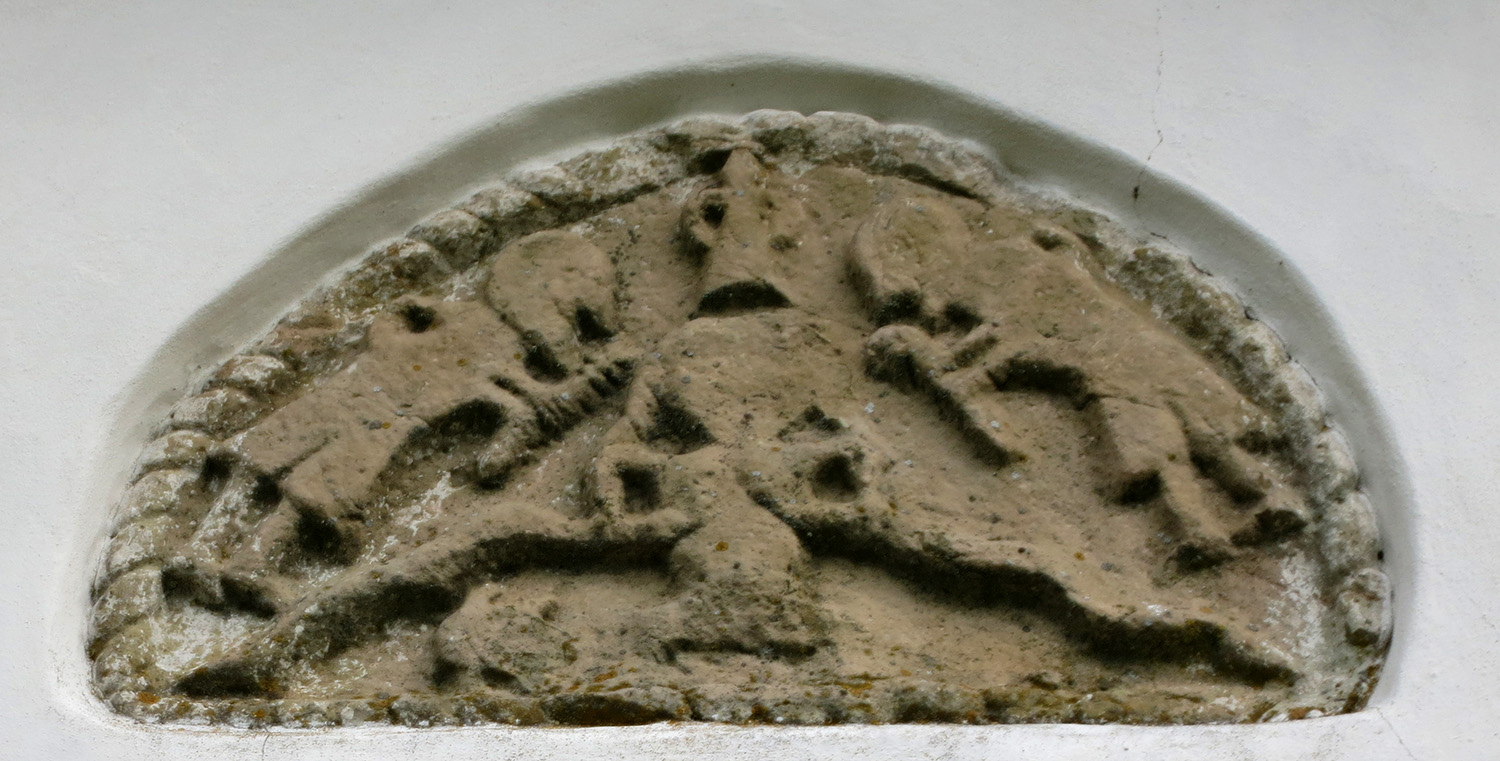
Tympanonen

På sydfasaden finns en inmurad romansk tympanon, som tidigare sannolikt suttit över huvudportalen. Den sitter nu på en plats där den är svår att se och den har vittrat på grund av väder och vind. Motivet är kättjan som straffas i helvetet. En kvinna håller en orm mot vardera bröstet, där de verkar ha bitit sig fast. Hon är omgiven av två män som riktar föremål mot hennes huvud. På 1100-talet dyker dessa motiv upp i Frankrike, där otuktiga kvinnor blir ormars offer. I Västergötland finns ett liknande motiv på Strö kyrka. Under typanonen finns ett epitafium från 1700-talet inmurat.  

## Klockstapeln
Den rödslammade klockstapeln från 1755 står sydost om kyrkan. Där hänger den enda klockan, som är av en senmedeltida normaltyp utan inskrifter.

## Inventarier
- Altaret har troligtvis medeltida ursprung och är av gråsten med en träskiva.
- Altaruppsatsen är av trä och daterad 1752. Den har behållit det medeltida altarskåpets form med en Golgatagrupp i mitten och med profeter och evangelister på dörrarna.
- Dopfunten är från tidigt 1200-tal och tillhör de odekorerade fontar som brukar kallas Siene-typen. Fonten är av sandsten, 79 cm hög och två delar. Cuppan är cylindrisk  med en skrånande underdel och mot botten är den profilerad genom koncentriska cirklar. Foten är upptill fasad och profilerad som cuppens undersida. Det finns ett genomgående uttömningshål i mitten. [3]
- Predikstolen tillverkades 1636 och fick 1717 ett ljudtak utfört av konstnären Gustav Kihlman från Borås. Den renoverades 1942. Där finns även ett timglas som visar kvarts, halv, trekvarts och hel timme.
- Triumfkrucifix i trä från 1400-talet.

### Orglar
- Den första orgeln byggdes av Frans Gustaf Andersson för världsutställningen i Paris 1855. Den var under 38 år lasarettsorgel vid Serafimerlasarettet i Stockholm och inköptes 1895 av Siene församling. År 1941 genomgick den en renovering under vilken den ursprungliga nygotiska fasaden byttes ut. Den finns magasinerad vid Göteborg Organ Art Center, Göteborgs universitet.
- Dagens orgel, som är placerad på läktaren i väster, byggdes 1981 av Tostareds Kyrkorgelfabrik med bibehållande den stumma fasaden från 1941, ritad av Ärland Noréen och byggd av Nils Hammarberg. Instrumentet har elva stämmor fördelade på två manualer och pedal.[4]

## Exteriörbilder

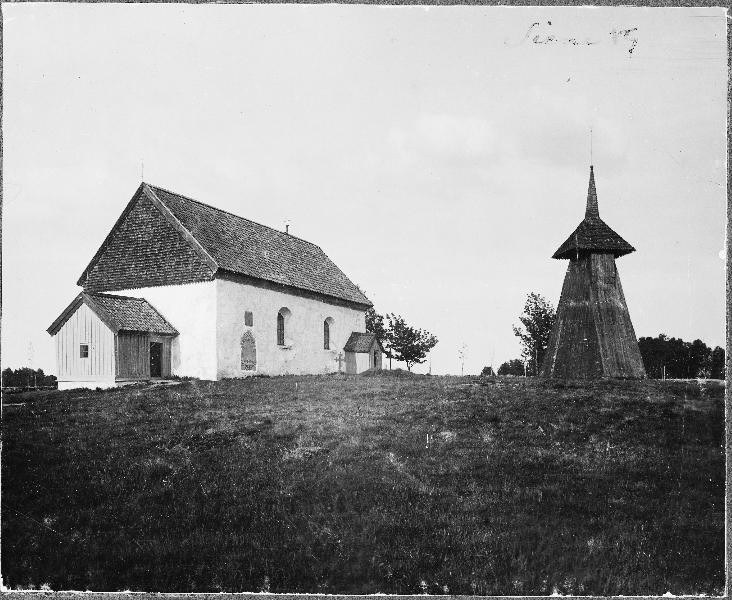
Äldre foto.
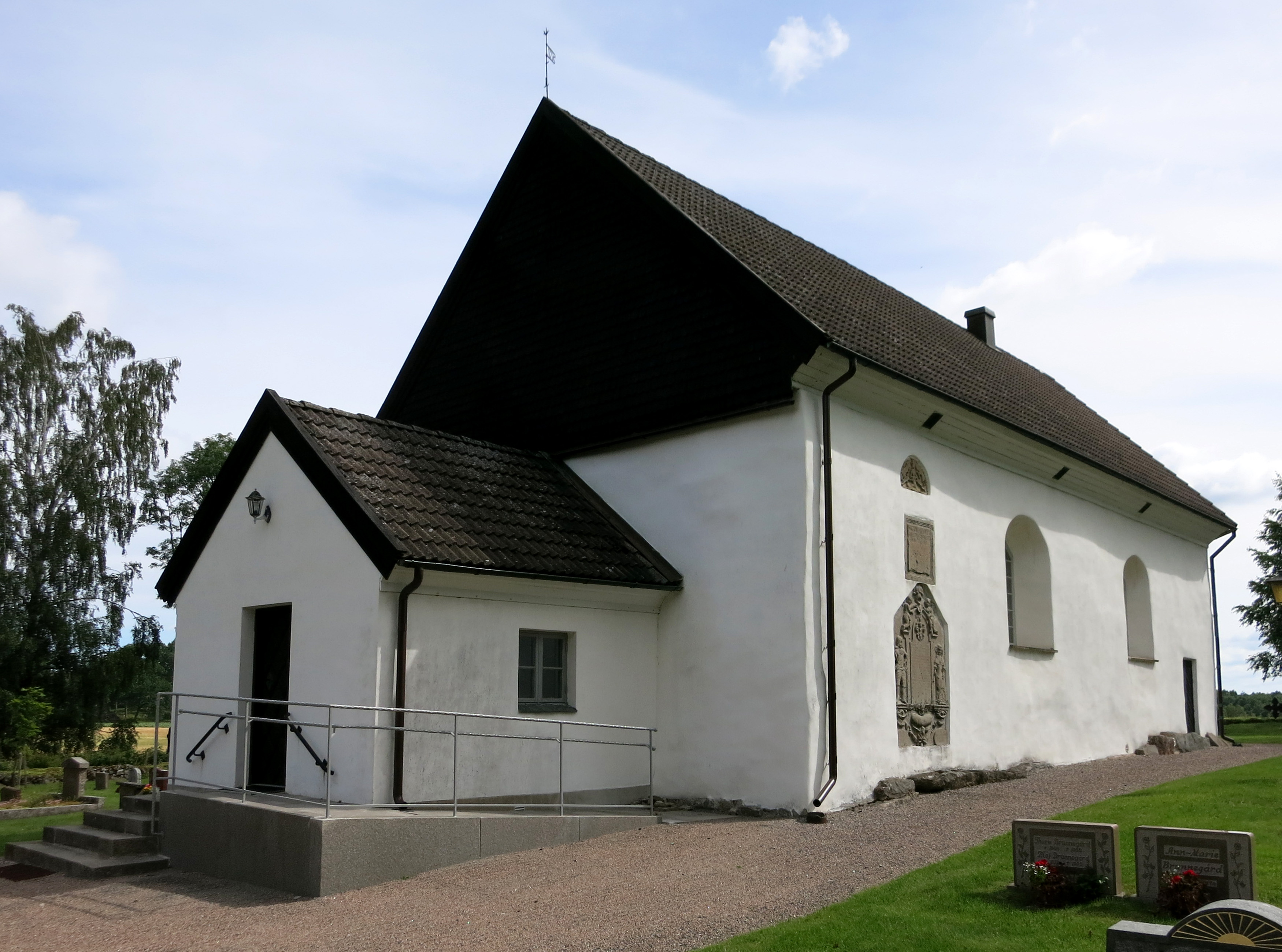
Exteriör från sydväst.
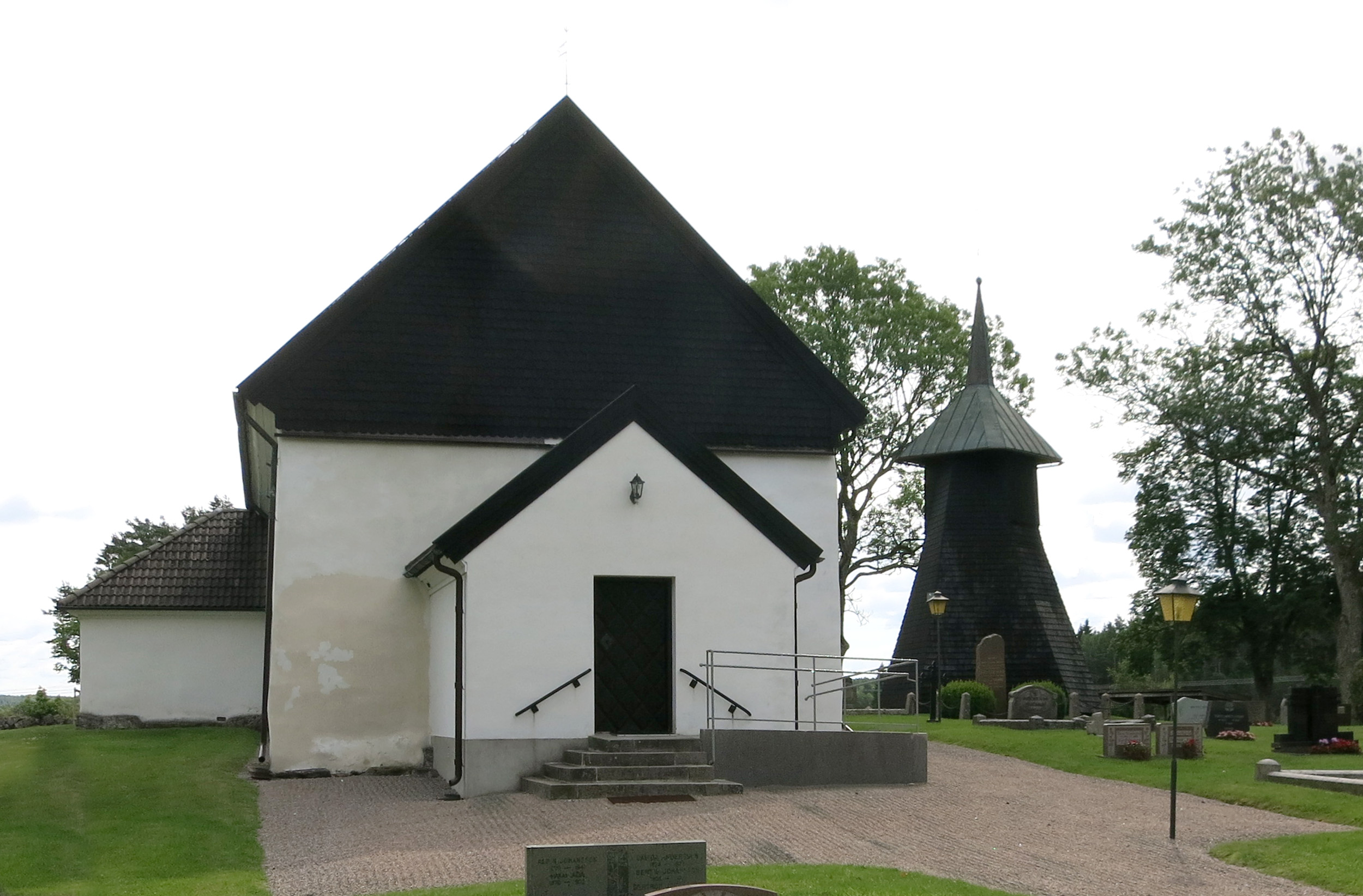
Exteriör från väster,
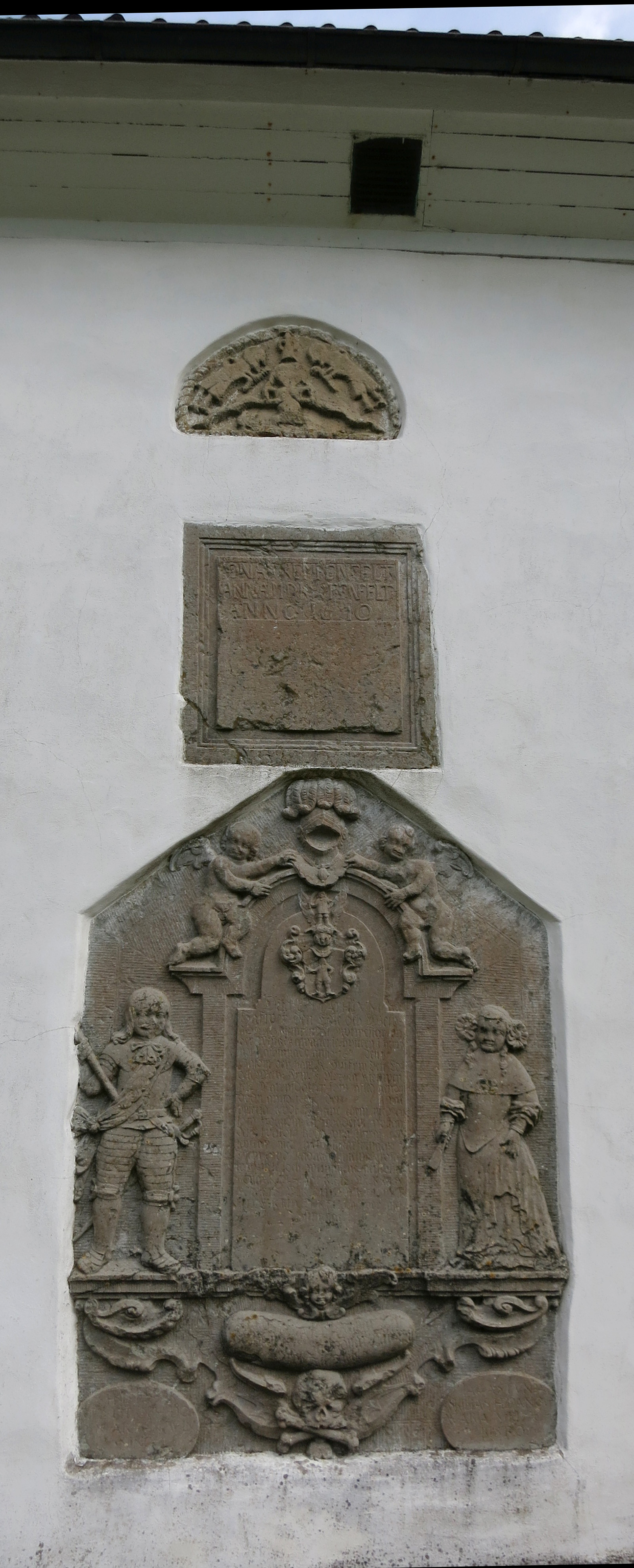
Del av sydfasaden med tympanon och epitafium.
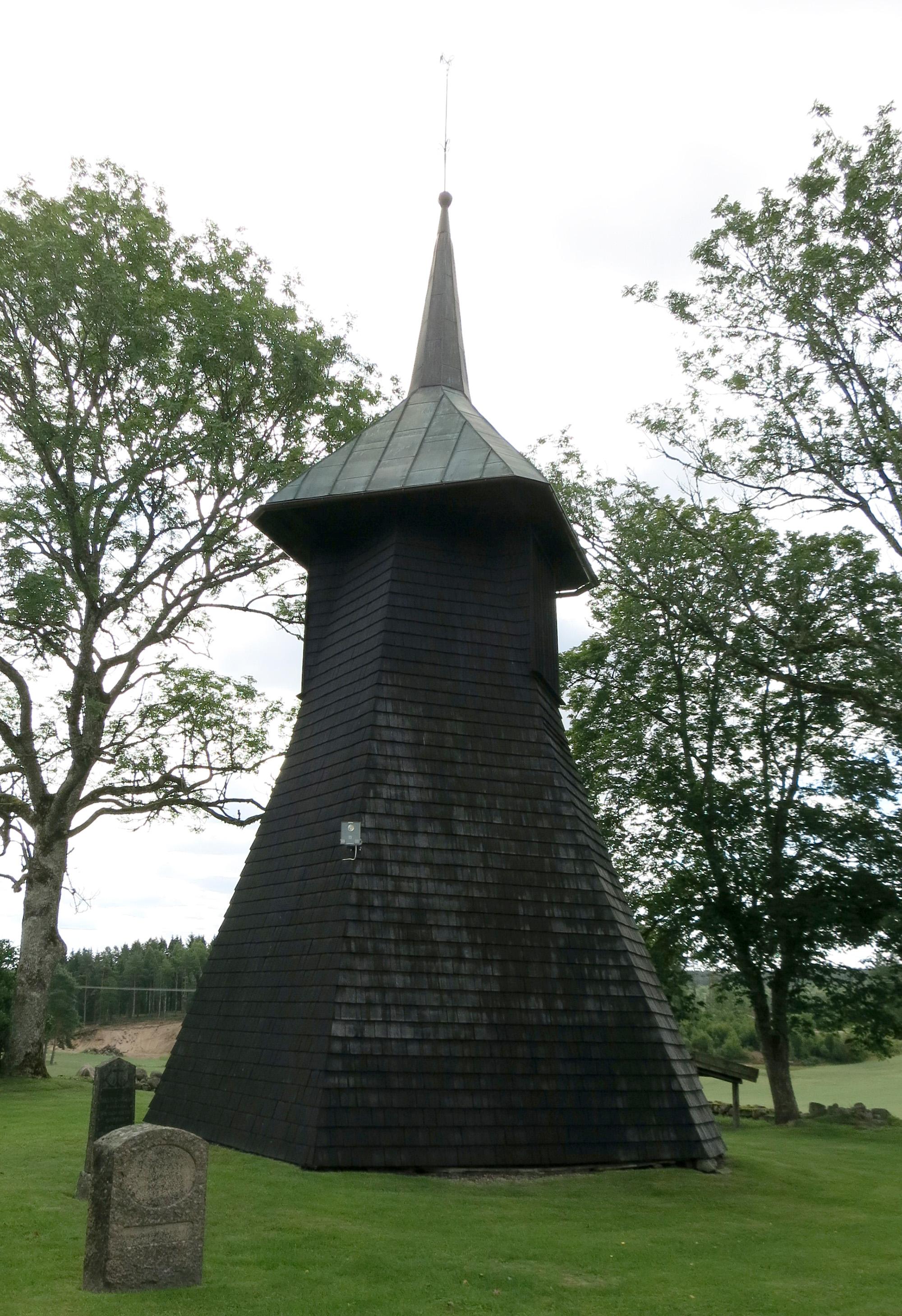
Klockstapeln.

## Interiörbilder

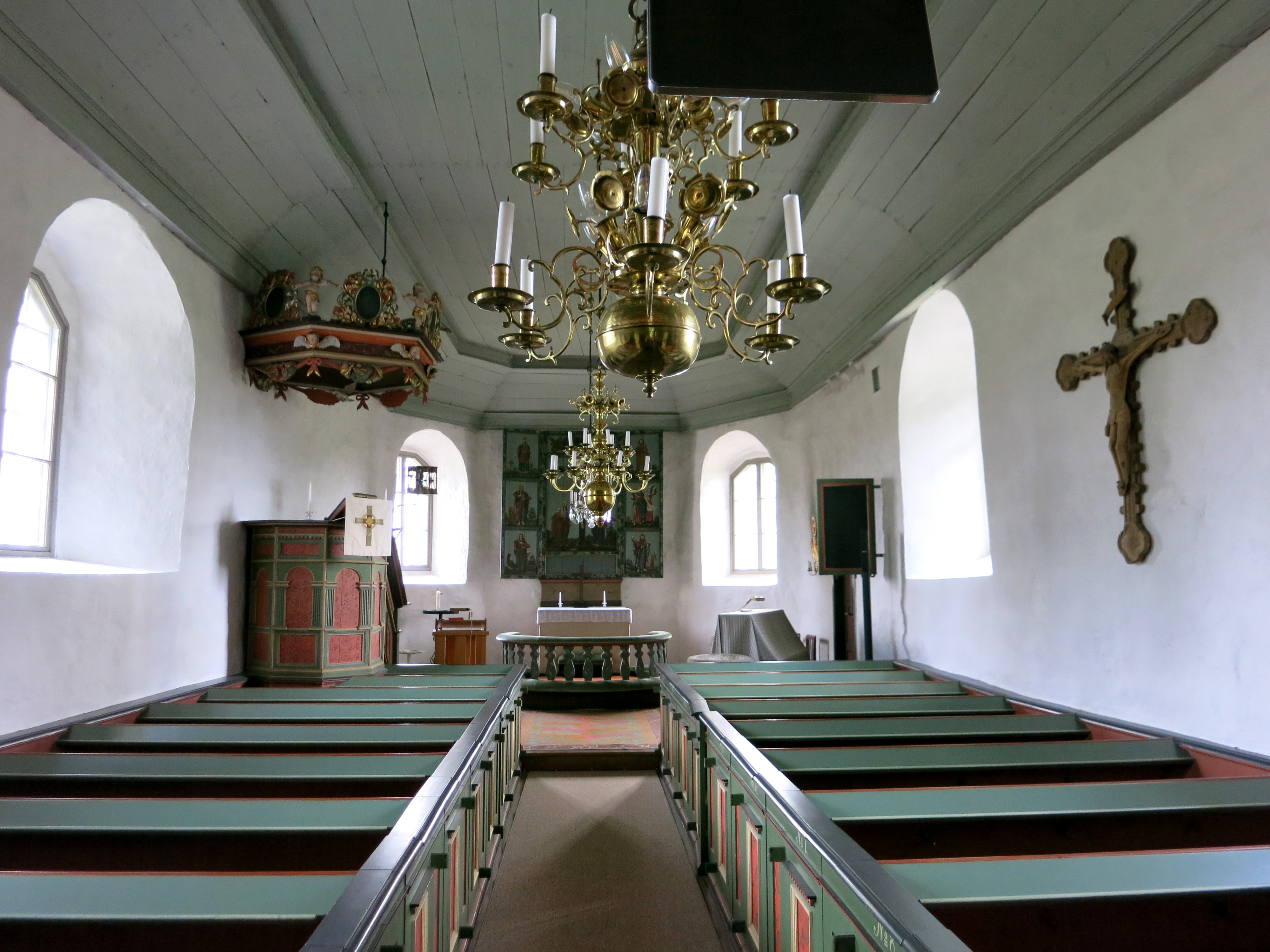
Kyrkorummet mot altaret.
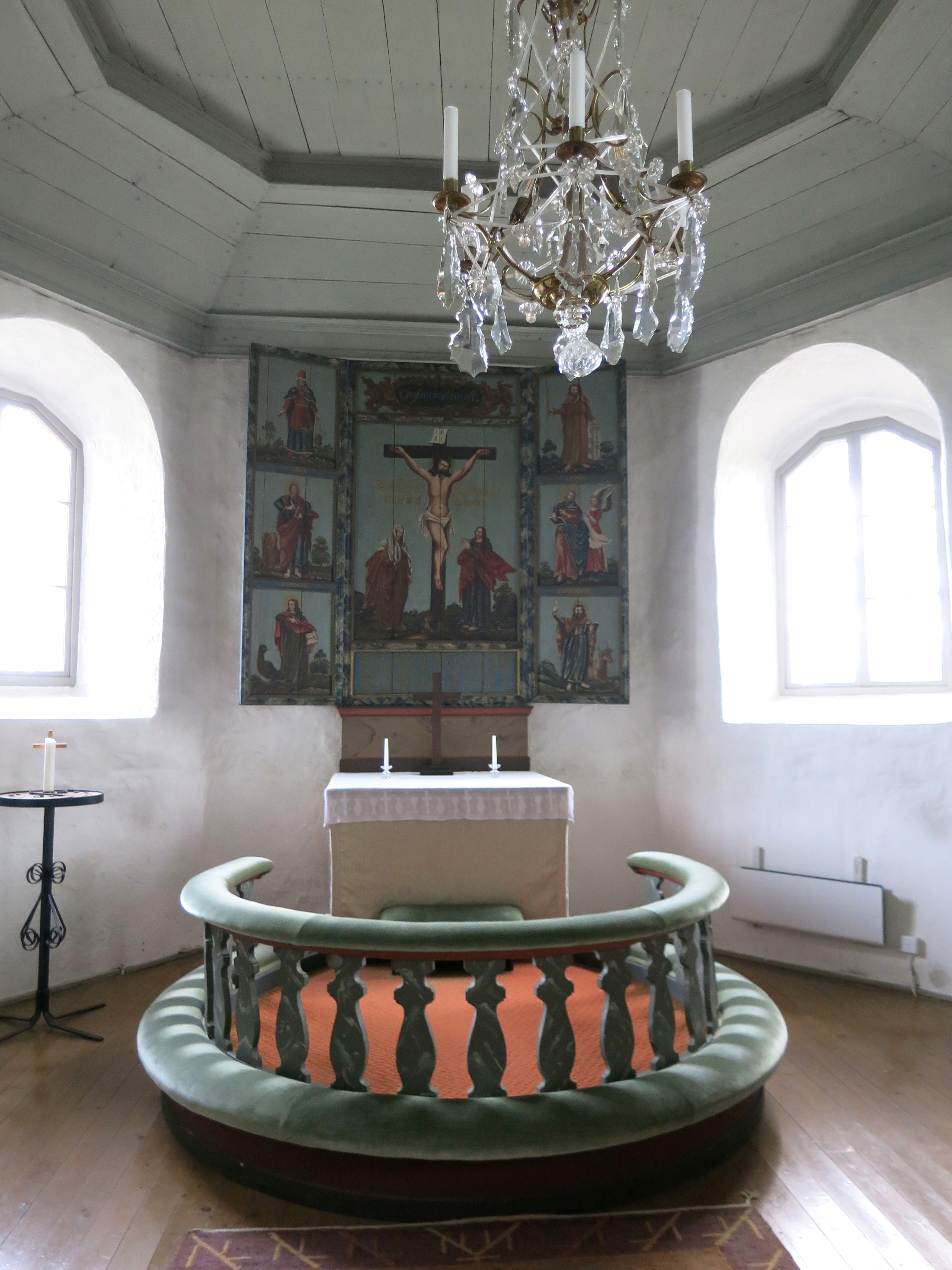
Altaret.
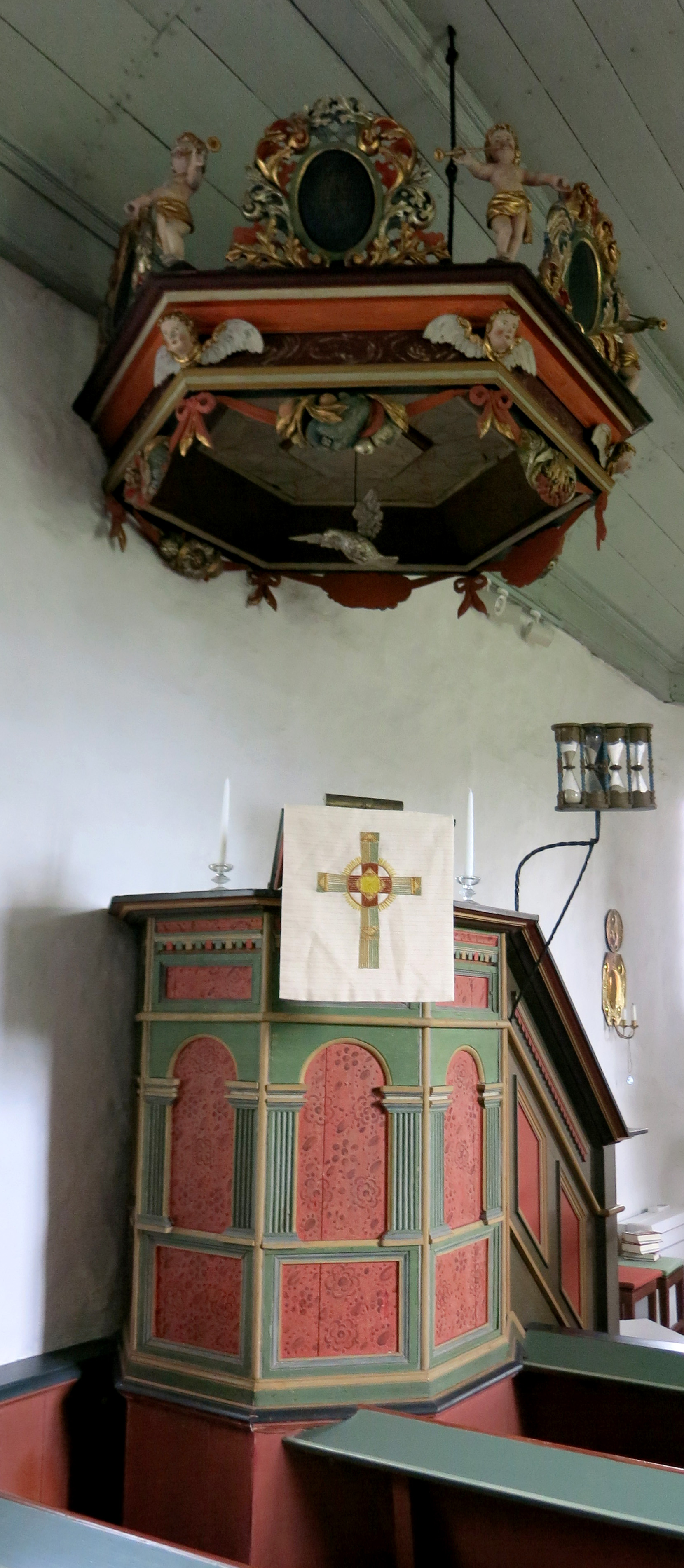
Predikstolen.
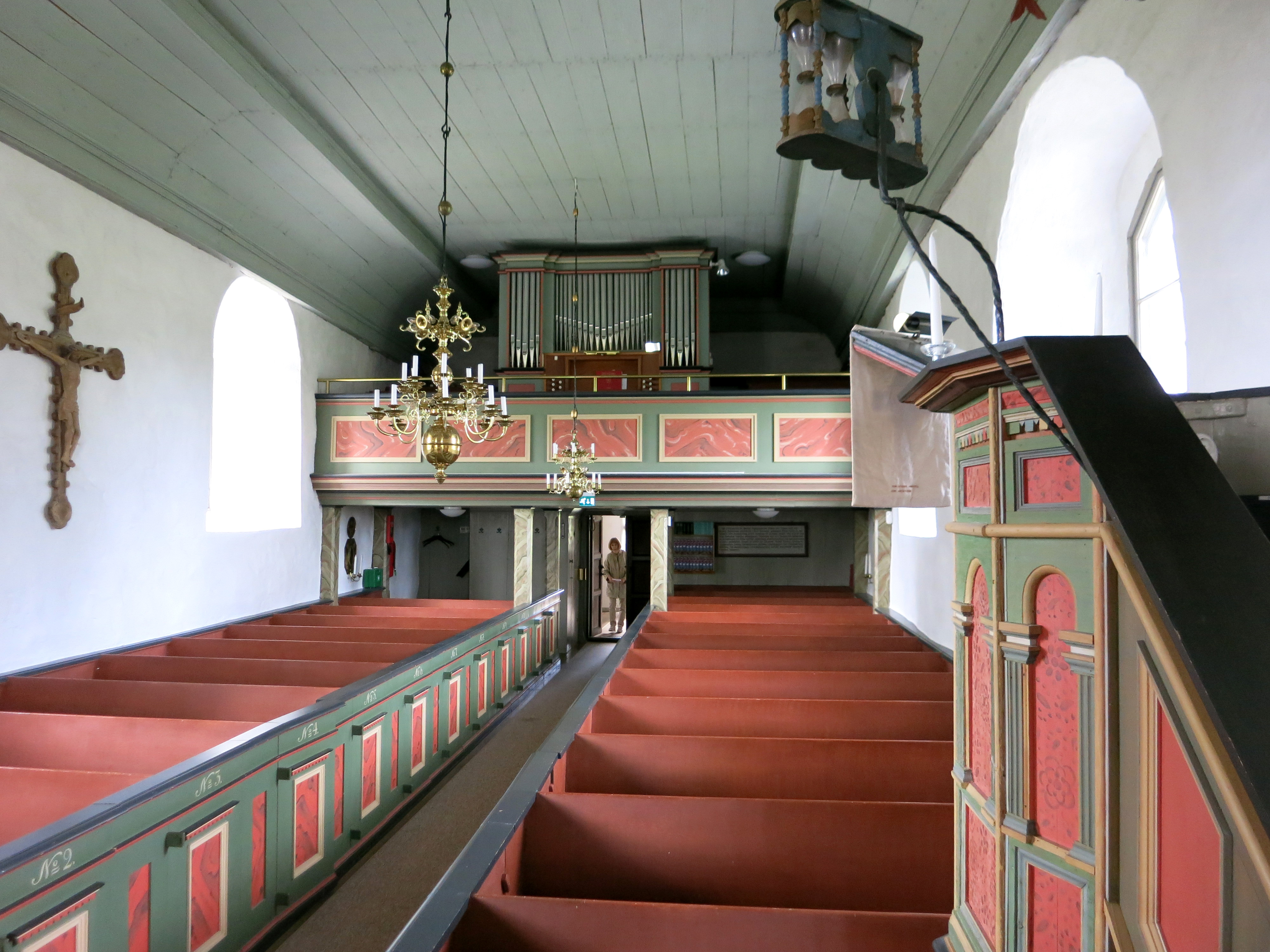
Kyrkorummet mot orgelläktaren.
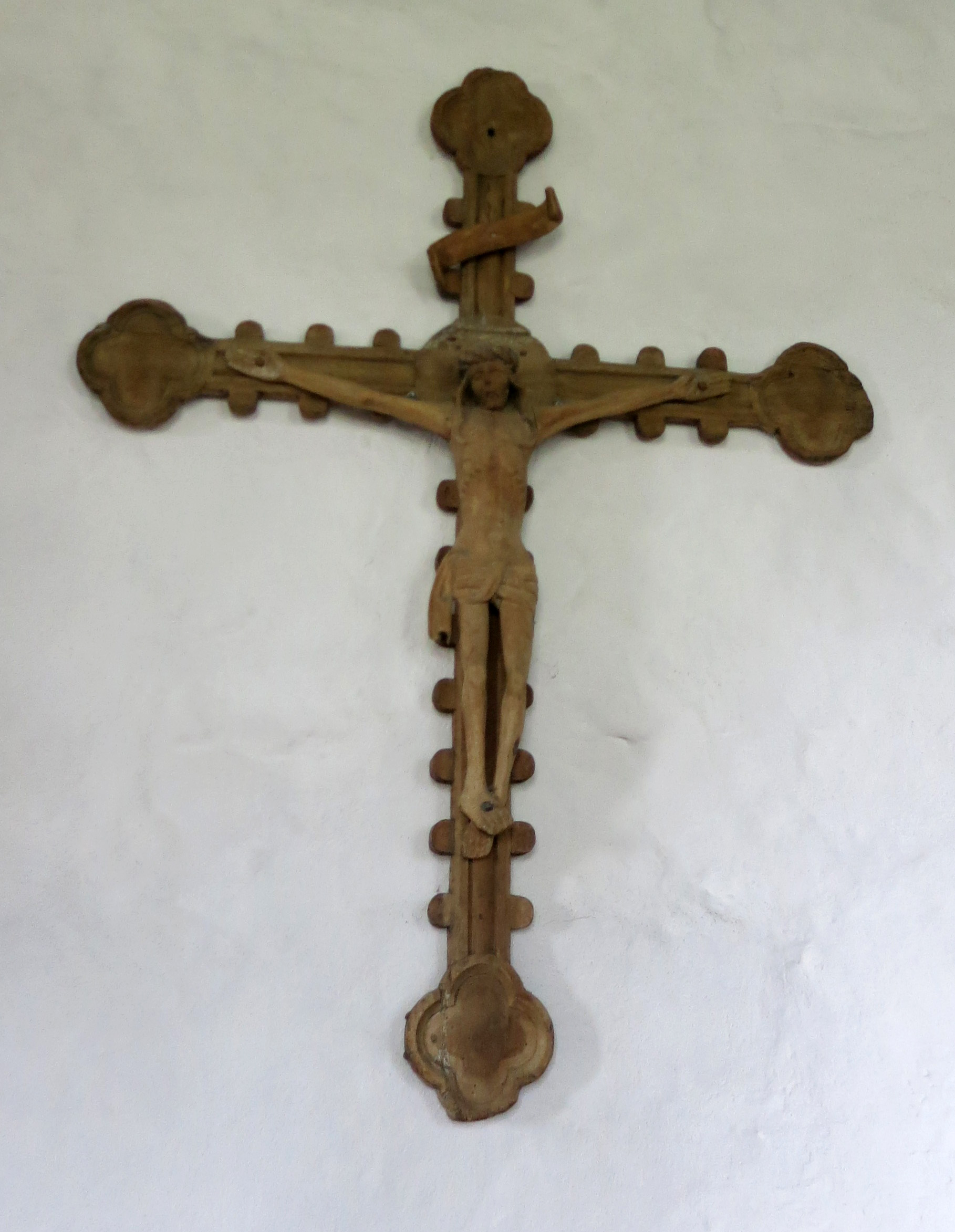
Triumfkrucifix.
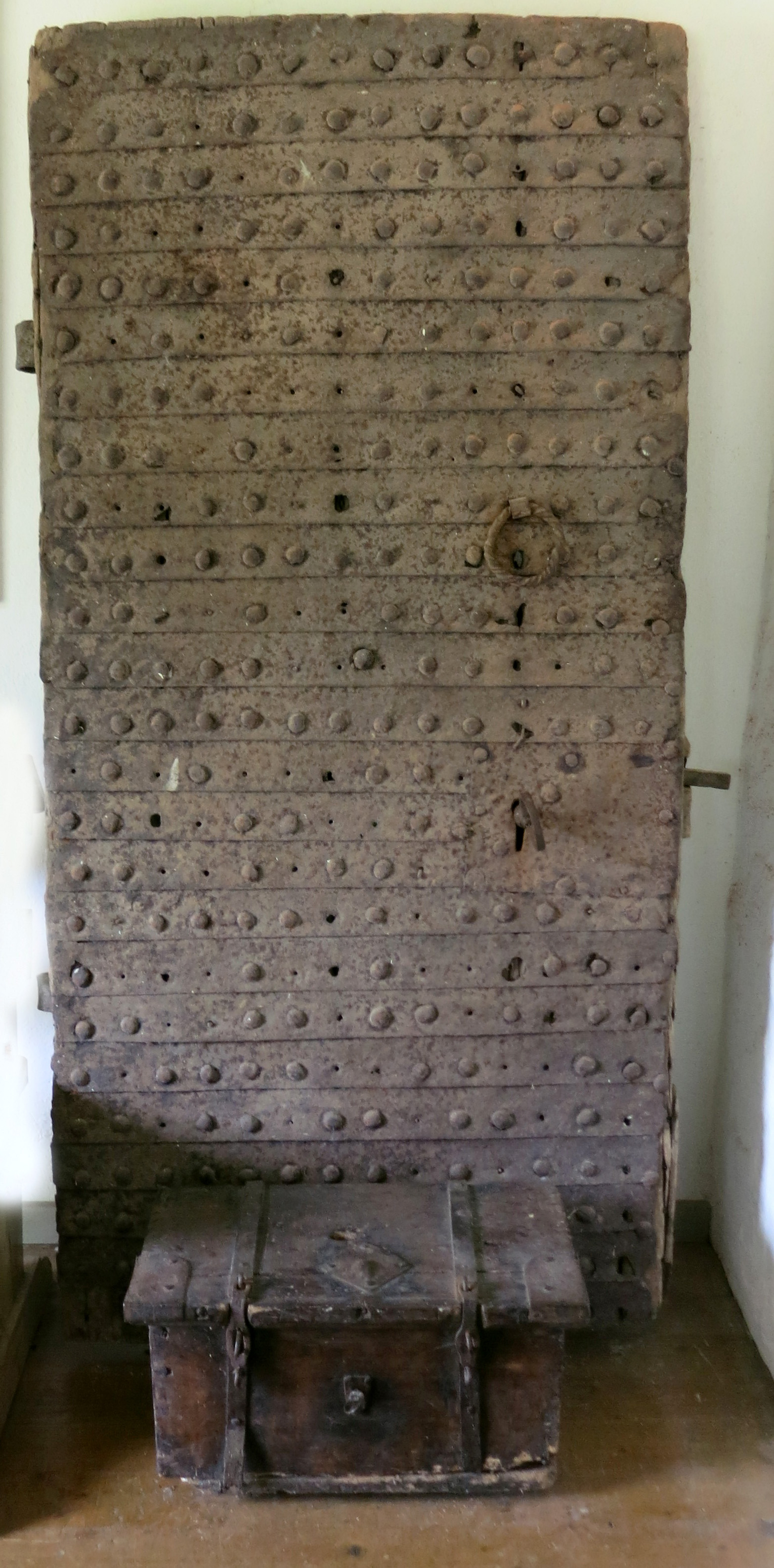
Järnbeslagen kyrkport.